# Justus Frantz
Justus Frantz (Inowrocław, Polonia, más tarde Hosensalza, Alemania, 18 de mayo de 1944) es un pianista alemán, director de orquesta y personalidad televisiva.

## Biografía
Justus Frantz comenzó a tocar el piano a los diez años, y más tarde estudió con Eliza Hansen y Wilhelm Kempff en el Hochschule für Musik und Theater Hamburg con una beca de la Fundación Nacional Alemana de Becas. En 1967, ganó una competición internacional organizada por una cadena de televisión alemana.
En 1970 tocó por primera vez con la Orquesta Filarmónica de Berlín bajo la dirección de Herbert von Karajan, y cinco años más tarde debutó en Estados Unidos con la Orquesta Filarmónica de Nueva York dirigida por Leonard Bernstein, quien se convertiría en su amigo durante el resto de su vida. Otros directores con los que ha tocado incluyen a Carlo Maria Giulini y Rudolf Kempe.
En 1986 fundó el Schleswig-Holstein Musik Festival y tres años más tarde se convirtió en Embajador de Buena Voluntad del ACNUR, puesto del que posteriormente se retiraría. También fundó la Philarmonia of the Nations en 1995. Desde septiembre de 2013 Justus Frantz trabaja como director musical de la Israel Sinfonietta Beer Sheva.

## Vida personal
Tiene dos hijos, Christopher Tainton, a quien tuvo con la pianista Carol Tainton, y Justus Konstantin Frantz, con Xenia Dubrowskaja.

## Repertorio
Las interpretaciones de Frantz se centran en el período Clásico y el Romanticismo, particularmente en Wolfgang Amadeus Mozart. Ha tocado numerosos duetos de piano o a cuatro manos con Christoph Eschenbach.

## Interpretaciones (selección)
- Festspiele Balver Höhle (1994 - 2007)